# Sélections olympiques américaines d'athlétisme 2008
Navigation
Championnats 2007 Championnats 2009
Les Sélections olympiques américaines d'athlétisme 2008 (en anglais : 2008 Olympic trials) en vue des Jeux de Pékin ont eu lieu du 27 juin au 6 juillet 2008 au stade Hayward Field de Eugene dans l'Oregon. La compétition sert aussi de championnats nationaux pour les États-Unis.

## Résultats

### Hommes
| Épreuves                    | Or                                | Argent                          | Bronze                          |
| 100 m Vent : +4,1 m/s       | Tyson Gay 9 s 68                  | Walter Dix 9 s 80               | Darvis Patton 9 s 84            |
| 200 m Vent : +1,7 m/s       | Walter Dix 19 s 86                | Shawn Crawford 19 s 86          | Wallace Spearmon 19 s 90        |
| 400 m                       | LaShawn Merritt 44 s 00           | Jeremy Wariner 44 s 20          | David Neville 44 s 61           |
| 800 m                       | Nicholas Symmonds 1 min 44 s 10   | Andrew Wheating 1 min 45 s 03   | Christian Smith 1 min 45 s 47   |
| 1500 m                      | Bernard Lagat 3 min 40 s 37       | Leonel Manzano 3 min 40 s 90    | Lopez Lomong 3 min 41 s 00      |
| 5000 m                      | Bernard Lagat 13 min 27 s 47      | Matt Tegenkamp 13 min 29 s 68   | Ian Dobson 13 min 29 s 76       |
| 10 000 m                    | Abdi Abdirahman 27 min 41 s 89    | Galen Rupp 27 min 43 s 11       | Jorge Torres 27 min 46 s 33     |
| 3000 m steeple              | Anthony Famiglietti 8 min 20 s 24 | William Nelson 8 min 21 s 47    | Joshua McAdams 8 min 21 s 99    |
| 20 000 m marche             | Kevin Eastler 1 h 27 min 08 s     | Matthew Boyles 1 h 28 min 20 s  | Patrick Stroupe 1 h 29 min 17 s |
| 110 m haies Vent : +3,5 m/s | David Oliver 12 s 95              | Terrence Trammell 13 s 00       | David Payne 13 s 25             |
| 400 m haies                 | Bershawn Jackson 48 s 17          | Kerron Clement 48 s 36          | Angelo Taylor 48 s 42           |
| Saut en hauteur             | Jesse Williams 2,30 m             | Jamie Nieto Andra Manson 2,27 m | —                               |
| Saut à la perche            | Derek Miles 5,80 m                | Jeff Hartwig 5,70 m             | Brad Walker 5,65 m              |
| Saut en longueur            | Trevell Quinley 8,36 m            | Brian Johnson 8,30 m            | Miguel Pate 8,22 m              |
| Triple saut                 | Aarik Wilson 17,43 m              | Kenta Bell 17,23 m              | Rafeeq Curry 17,21 m            |
| Poids                       | Reese Hoffa 22,10 m               | Christian Cantwell 21,71 m      | Adam Nelson 20,89 m             |
| Disque                      | Ian Waltz 65,87 m                 | Michael Robertson 63,73 m       | Casey Malone 62,67 m            |
| Marteau                     | A.G. Kruger 75,81 m               | Kevin McMahon 74,49 m           | Thomas Freeman 73,59 m          |
| Javelot                     | Bobby Smith 76,06 m               | Mike Hazle 75,76 m              | Brian Chaput 72,70 m            |
| Décathlon                   | Bryan Clay 8 832 pts              | Trey Hardee 8 534 pts           | Tom Pappas 8 511 pts            |

### Femmes
| Épreuves                     | Or                              | Argent                         | Bronze                           |
| 100 m Vent : +1,0 m/s        | Muna Lee 10 s 85                | Torri Edwards 10 s 90          | Lauryn Williams 10 s 90          |
| 200 m Vent : + 5,6 m/s       | Allyson Felix 21 s 82           | Muna Lee 21 s 99               | Marshevet Hooker 22 s 20         |
| 400 m                        | Sanya Richards 49 s 89          | Mary Wineberg 50 s 85          | DeeDee Trotter 50 s 88           |
| 800 m                        | Hazel Clark 1 min 59 s 82       | Alice Schmidt 2 min 00 s 46    | Kameisha Bennett 2 min 01 s 20   |
| 1500 m                       | Shannon Rowbury 4 min 05 s 48   | Erin Donohue 4 min 08 s 20     | Christin Wurth 4 min 08 s 48     |
| 5 000 m                      | Kara Goucher 15 min 01 s 02     | Jennifer Rhines 15 min 02 s 02 | Shalane Flanagan 15 min 02 s 81  |
| 10 000 m                     | Shalane Flanagan 31 min 34 s 81 | Kara Goucher 31 min 37 s 72    | Amy Begley 34 min 43 s 60        |
| 3 000 m steeple              | Anna Willard 9 min 27 s 59      | Lindsey Anderson 9 min 30 s 75 | Jennifer Barringer 9 min 33 s 11 |
| 20 000 m marche              | Joanne Dow 1 h 35 min 11 s      | Teresa Vaill 1 h 36 min 35 s   | Susan Armenta 1 h 42 min 12 s    |
| 100 m haies Vent : + 3,8 m/s | Lolo Jones 12 s 29              | Damu Cherry 12 s 58            | Dawn Harper 12 s 62              |
| 400 m haies                  | Tiffany Ross-Williams 54 s 03   | Queen Harrison 54 s 60         | Sheena Tosta 54 s 62             |
| Saut en hauteur              | Chaunté Howard 1,97 m           | Amy Acuff 1,93 m               | Sharon Day 1,91 m                |
| Saut à la perche             | Jennifer Stuczynski 4,92 m      | April Steiner Bennett 4,60 m   | Erica Bartolina 4,55 m           |
| Saut en longueur             | Brittney Reese 6,95 m           | Grace Upshaw 6,88 m            | Funmi Jimoh 6,72 m               |
| Triple saut                  | Shani Marks 14,38 m             | Shakeema Welsch 14,27 m        | Erica McLain 13,96 m             |
| Poids                        | Michelle Carter 18,85 m         | Kristin Heaston 18,34 m        | Jillian Camarena 18,12 m         |
| Disque                       | Aretha Thurmond 65,20 m         | Suzy Powell-Roos 62,92 m       | Stephanie Brown Trafton 62,65 m  |
| Marteau                      | Jessica Cosby 70,72 m           | Amber Campbell 69,24 m         | Sarah Veress 68,60 m             |
| Javelot                      | Kara Patterson 58,44 m          | Dana Pounds 57,83 m            | Rachel Yurkovich 56,41 m         |
| Heptathlon                   | Hyleas Fountain 6 667 pts       | Jacquelyn Johnson 6 347 pts    | Diana D Pickler 6 257 pts        |